# Curug (Klari)
Curug is een bestuurslaag in het regentschap Karawang van de provincie West-Java, Indonesië. Curug telt 10.440 inwoners (volkstelling 2010).